# Verb
Das Verb (oder Verbum, Plural dann: Verba; Herleitung von lateinisch verbum temporale ‚zeitliches Wort‘ oder einfach von verbum ‚Wort‘), deutsch auch Zeitwort, Tätigkeitswort und im Schulgebrauch unterer Klassen Tu(n)wort, ist in der Grammatik eine Wortart. Die Trennung zwischen Verb und Substantiv wird als die fundamentalste Unterscheidung im Bereich der Wortarten angesehen, da hierin die Aufteilung elementarer Sätze in das Prädikat und sein Subjekt angelegt ist. Bei Autoren der Antike wurden anfangs Bezeichnungen für „Verb“ und „Prädikat“ auch nicht eindeutig unterschieden.
Mit Blick auf diese Hauptunterscheidung wird diskutiert, ob alle Sprachen Verben und einen Kontrast zu Substantiven aufweisen müssen (während die übrigen Wortarten in einer Sprache eher abwesend sein könnten). Die Bestimmung von Wortarten in allgemeiner Form und unabhängig von der Grammatik einer Einzelsprache stößt aber auf Schwierigkeiten; so werden auch zur Bestimmung der Kategorie Verb in wechselnder Weise verschiedenartige Kriterien herangezogen, die sich auf die Bedeutung, das grammatische Verhalten oder die Formenbildung stützen.
Auf der Bedeutungsseite bezeichnen Verben typischerweise eine Tätigkeit, ein Geschehen oder einen Zustand, wie die Beispiele „arbeiten“, „herunterfallen“ bzw. „fehlen“. Eine Definition hierauf zu stützen, hat die Schwierigkeit, dass auch noch eine Reihe anderer Bedeutungstypen von Verben vorkommen, und umgekehrt können auf ihre eigene Weise auch Substantive Ereignisse oder Zustände bezeichnen („die Bemühungen“, „der Sturz“ bzw. „der Mangel“). Daher werden grammatische Eigenschaften in der Definition von Verben oft zusätzlich herangezogen oder sogar ausschließlich verwendet.
Im Mittelpunkt steht hierbei, dass Verben alleine als Prädikat des Satzes dienen können. In dieser Funktion hängen vom Verb dann grammatische Ergänzungen wie Subjekt und Objekt ab. Darüber hinaus tragen Verben in verschiedenen Sprachen grammatische Merkmale, die auch zur Bestimmung der Wortart mit herangezogen werden: Im Deutschen zeigen Verben in ihren sogenannten Personalformen eine Merkmalsübereinstimmung (Kongruenz) mit dem Subjekt des Satzes, zusätzlich zeigen sie Formen für Tempus (Zeitstufe) und Modus. Zusammengefasst spricht man hier auch von den Konjugationsformen des Verbs. In der deutschen Grammatik wird das Verb daher oft als „konjugierbare Wortart“ bestimmt. In vielen Sprachen sind andererseits gerade solche Konjugationsmerkmale völlig abwesend.

## Etymologie
Der Ausdruck Verbum ist eine gelehrte Entlehnung des 15. Jahrhunderts von lateinisch verbum „Wort, Ausdruck; Zeitwort“. Die gekürzte Form Verb taucht erst im 18. Jahrhundert auf.
Das lateinische Wort verbum wurde für das griechische Wort ῥῆμα rhêma verwandt, das allgemein „Rede, Wort, Ausspruch“ bedeutet, spezifischer aber bei Aristoteles auch das Prädikat in einem Urteil bezeichnet, also eine Aussage, die auf ein Subjekt bezogen ist.

## Definition der Wortart Verb
Wortarten werden meist durch ein Bündel verschiedenartiger Kriterien definiert, vor allem Eigenschaften der Wortbedeutung, der Formenbildung (Flexion) und syntaktische Eigenschaften. Je nach Einzelsprache ergeben sich aber unterschiedliche Merkmale, an denen die Einteilung dann konkret festgemacht werden kann.

### Definitionen fürs Deutsche
In der Germanistik wird meist eine dreiteilige Definition des Verbs gegeben: Das Verb
- ist die einzige „konjugierbare“ Wortart des Deutschen (d. h. hat Personal- und Tempusformen; daher auch Zeitwort genannt),
- bezeichnet (typischerweise) Tätigkeiten oder Geschehnisse (daher auch Tätigkeitswort genannt)
- und dient als Prädikat des Satzes (andere Wortarten können dabei lediglich hinzutreten).

Teilweise wird die Konjugation als alleiniges Definitionsmerkmal benutzt, mit der Begründung, dass die Angabe von typischen Bedeutungskategorien nur „Leerformeln“ ergebe, weil diese eben nie die gesamte Klasse erfassten. Problematisch ist zudem, dass es auch Substantive gibt, deren Bedeutung zunächst als „Tätigkeit“ oder „Ereignis“ beschrieben werden müsste (Beispiele: „Zubereitung“, „Ereignis“, „Ankunft“).
Die schulgrammatische Bezeichnung Tätigkeitswort wird auch aus anderen Gründen kritisiert: Wenn diejenigen Verben zusammengestellt werden, die in einem Textkorpus am häufigsten sind, so kann man finden, dass Verben, die „Tätigkeiten“ bezeichnen, klar in der Minderzahl sind gegenüber Hilfsverben, Modalverben oder Nicht-Tätigkeits-Verben wie „kommen, wissen, bleiben, leben, liegen“.

### Ansätze zu einer allgemeingültigen Definition
Die Formenbildung der Verben ist je nach Einzelsprache sehr verschieden; manche Sprachen zeigen diese auch gar nicht (Isolierender Sprachbau). Daher stützt man sich für eine allgemeine Bestimmung im Sprachvergleich (im Rahmen der Sprachtypologie) bevorzugt auf inhaltliche oder syntaktische Eigenschaften, um die Kategorie „Verb“ zu identifizieren.

#### Verben als Wörter, die zeitliche Dynamik codieren
Auch wenn der Ansatz zu finden ist, dass Verben „prototypisch“ die Wörter sind, die Ereignisse bezeichnen, wird meist anerkannt, dass Bedeutungseigenschaften, mit denen Verben zuverlässig identifiziert werden, allgemeinerer Natur sein müssten (wenn es solche überhaupt gibt).
So gibt es den Ansatz, Verben als die Wortart zu identifizieren, deren bezeichnete Gegenstände die geringste „Zeitstabilität“ aufweisen, also dynamische Situationen und zusätzlich gewisse statische Situationen, jedoch nicht die maximal zeitstabile Sorte der „Dinge“. Hiernach können Sprachen sich darin unterscheiden, ob sie den mittleren Bereich der Zeitstabilität, Zustände, auch noch der Klasse Verb zuschlagen oder in Form einer eigenen Wortart abtrennen (Adjektive).
Eine verfeinerte Version dieser Sicht besagt, dass Verben veränderliche Situationen in einer Weise bezeichnen, dass ihr Verlauf in der Zeit abgebildet wird. Unabhängig von grammatischer Formenbildung erhalten sie demnach in ihrer Interpretation Bedeutungsmerkmale wie Aktionsart, die Einzelheiten einer zeitlichen Gliederung betreffen. Im Unterschied hierzu bezieht sich die Bezeichnung des Verbs als „Zeitwort“ meist auf die Existenz von Tempusformen bzw. Aspektformen, die viele Sprachen aber nicht zeigen.
Es kann dann eingeräumt werden, dass auch Substantive Ereignisse bezeichnen können, aber im Gegensatz zu Verben würden sie Ereignisse als Gegenstände fassen, ohne ihren zeitlichen Verlauf zugänglich zu machen (anders gesagt: Ereignisse werden durch Substantive „reifiziert“). In beiden Fällen orientiert sich die Definition an einem grundlegenden Bedeutungskontrast zwischen Verb- und Substantivbedeutungen, wobei Substantive sich dann durch ihre Verbindung zum Akt des Referierens (auf Dinge) auszeichnen (siehe im Artikel Substantiv).

#### Verben als Wörter, die sich unmittelbar als Prädikat eignen
Ein anderer Ansatz, der in verschiedenen Varianten ausformuliert worden ist, hebt darauf ab, dass Verben das Zentrum des Satzes bilden. Verben seien dann die Wortart, die als Prädikat eines Satzes direkt geeignet ist – also ohne zusätzliche grammatische Mittel zu erfordern. Dies kann insbesondere so gefasst werden, dass Verben im Satz eine strukturelle Beziehung zu einem Subjekt begründen. Die Bedeutung dieses Kriteriums lässt sich an einem Vergleich zwischen einem Verb und einem Adjektiv im Deutschen zeigen, etwa dem Verb feiern und dem Adjektiv treu:
- „Die Fans feierten ihren Club.“
- „die ihrem Club seit langem treuen Fans“

Beide Wörter haben in logischer Betrachtung zwei Ergänzungen, in prädikatenlogischer Notation:
- treu (x,y) – („x ist dem y treu“)
- feiern (x,y) – („x feiert y“)

Beide Wörter verlangen ein Objekt (y = „ihr Club“). Jedoch nur das Verb feiern verlangt auch ein Subjekt als seine Ergänzung – das Adjektiv treu bezieht sich ebenfalls auf eine x-Variable, diese jedoch entspricht in der Grammatik dem Substantiv, von dem die Adjektivkonstruktion selbst als Attribut abhängig ist (x = „die Fans“). Der Unterschied zum Verb ist also, dass das Adjektiv sein „logisches Subjekt“ nicht als seine grammatisch abhängige Ergänzung realisieren kann (dies geschähe dann innerhalb der Adjektivphrase). Ein Subjekt als Ergänzung wird erst möglich, wenn das Adjektiv mit einem Verb zusammen ein Prädikat bildet:
- „… weil die Fans ihrem Club seit langem treu sind.“

Das Kopulaverb sein ist dann genau der oben angedeutete Fall, in dem „zusätzliche Mittel“ erforderlich sind, um im Satz eine Prädikation zu bilden. – Ebenso wie Adjektive verhalten sich Präpositionen, z. B. ist die Bedeutung der Präposition in eine zweistellige Relation „x in y“, aber die Präposition hat grammatisch kein eigenes Subjekt.
(Was mit dem dargestellten Argument angesprochen ist, ist das Auftreten eines Subjekts als grammatische Ergänzung, die eine semantische Rolle erhält. Trotzdem kann es sein, dass zusätzliche grammatische Bedingungen zu erfüllen sind, um das Subjekt tatsächlich zu realisieren, etwa dass Nominativkasus nur bei finiten Verbformen verfügbar ist. Genaueres im Abschnitt #Das Verb als Zentrum des Satzes).

### Das Verb als Sprachuniversale
Im Zusammenhang mit der Frage nach einer allgemeingültigen Definition des Verbs wird diskutiert, ob die Kategorie Verb in allen Sprachen vorliegt (also ein Sprachuniversale ist), bzw. ob alle Sprachen eine grundsätzliche Unterscheidung zwischen Substantiv (Nomen) und Verb enthalten. Verschiedene Sprachen sind als Beispiele dafür angeführt worden, dass dies nicht der Fall sein müsse, dies ist aber weiterhin Gegenstand von Kontroversen. Gegenbeispiele können so aussehen, dass sich zwar die typischen Funktionen von Substantiven und Verben trennen lassen, aber diese nicht bestimmten Wörtern oder Wortstämmen fest zugeordnet sind; es gäbe dann Verben zumindest nicht im klassischen Sinn einer festgefügten „Wortart“ (ein mögliches Beispiel ist die altchinesische Sprache). Eine andere Möglichkeit ist, dass eine Sprache alle Ausdrücke syntaktisch derselben Kategorie zuordnen könnte, etwa dass auch Prädikate sich nach verschiedenen Kriterien als „nominal“ erweisen (vgl. das Phänomen des Verbalnomens) oder dass alle Wörter im Grunde Prädikate sind (eine solche Analyse wurde für das Klassische Nahuatl vorgeschlagen).

## Das Verb im Lexikon
„Lexikon“ bezeichnet in der Sprachwissenschaft das Inventar der Wörter in einem abstrakten Sinn, vor allem auch hinsichtlich seines Zusammenspiels mit dem Regelapparat der Grammatiktheorie. Hier ergeben sich verschiedene Verbklassen je nach ihrem Status als lexikalische Einheiten.

### Vollverben und Verben mit grammatischer Funktion
Eine grundlegende Unterscheidung besteht zwischen Vollverben einerseits und Verben mit schwächeren Bedeutungen und eher grammatischer Funktion andererseits. Die Dudengrammatik nennt letztere „Verben mit Spezialfunktionen“. Diese sind dann keine eigentlich „lexikalischen“, sondern grammatische Elemente; sie bilden dementsprechend auch geschlossene Klassen, d. h. der Bestand ist nicht regelhaft erweiterbar. Hierzu zählen
- Hilfsverben, die grammatische Kategorien im engen Sinn ausdrücken, wie Tempus, Diathese (Aktiv/Passiv) etc.
- Modalverben
- Kopulaverben
- Funktionsverben und Leichtverben

sowie weitere Zwischenformen und verwandte Begriffe (wie Modalitätsverb, Gefügeverb). Es gibt zwischen lexikalischen Verben (Vollverben) und Hilfs- / Modal- / Funktionsverben historische Übergänge, bei denen die ursprüngliche Bedeutung eines Vollverbs „ausbleicht“ und sich zu einer grammatischen Kategorie weiterentwickelt. Ein Beispiel sind Hilfsverben des Futurs in vielen Sprachen, die historisch auf Bewegungsverben beruhen. Siehe auch allgemein hierzu den Artikel Grammatikalisierung.
Der vorliegende Artikel konzentriert sich im Folgenden auf Vollverben. Viele Merkmale, mit denen üblicherweise „Verben“ charakterisiert werden, liegen bei Hilfsverben nicht mehr vor. Jedoch die Konjugation mit den Merkmalen finiter Verben (Tempus, Modus, Subjektkongruenz) zieht in aller Regel ein Hilfs- oder Modalverb im Satz an sich, während das Vollverb dann in eine infinite Form gesetzt wird.

### Wortbildung des Verbs im Deutschen
Ein Verb, das als nicht weiter zerlegbares Wort im Lexikon enthalten ist, wird als Simplex bezeichnet. (Voll-)Verben können jedoch auch von Adjektiven abgeleitet werden („deadjektivische Verben“) (etwa „schwarz – schwärzen“) oder von Substantiven („denominale“ Verben, Desubstantivierung, etwa „Programm – programmieren“). Siehe allgemein hierzu den Artikel Derivation (Linguistik). Ferner existieren Ableitungen von Verb zu Verb, wie der sogenannte verbale Diminutiv: „lach-en – läch-el-n“. Präfixverben entstehen oft aus einem einfachen Verb („zahlen – bezahlen“), gelegentlich aber auch mit nominalem Stamm (Dach – „überdachen“).
Während Verben als Erstglied eines Kompositums unproblematisch und häufig sind (wie in „Rühr+gerät“), ist es umstritten, ob oder inwieweit Komposition zur Bildung von zusammengesetzten Verben existiert, also mit Verb als Grundwort. Solche umstrittenen Fälle sind beispielsweise:
- „kennenlernen“, „spazierengehen“

Bei diesen Fällen handelt es sich eher um syntaktische Verbindungen aus zwei Verben, da auch der erste Teil eine Infinitiv-Flexion aufweist. Ebenfalls ist strittig, ob Partikelverben als Komposita zählen sollten (etwa „schlagen – einschlagen“). Die Trennbarkeit dieser Formen im Satz („schlägt...ein“) zeigt, dass sie in einem schwer zu bestimmenden Bereich zwischen Syntax und Wortbildung angesiedelt sind.

### Deverbale Wortbildung
Verbreitet ist die Weiterbildung von Verben zu
- Adjektiven (Adjektivierung), z. B. „essen – essbar“
- Substantiven (Substantivierung bzw. Nominalisierung), z. B. „zubereiten – Zubereitung“

Bei diesen Ableitungsrichtungen gibt es auch Fälle von unvollständigem Kategoriewechsel; die Produkte der Ableitung behalten dann gewisse verbale Eigenschaften und verhalten sich als „Mittelwörter“. In europäischen Sprachen sind solche Mittelwörter zwischen Verb und Adjektiv häufig anzutreffen, siehe den Artikel Partizip. Ein Mittelwort zwischen Verb und Substantiv, also eine unvollständige Substantivierung eines Verbs, wird als Gerundium bezeichnet.

## Das Verb als konjugierbare Wortart

### Der Begriff der Konjugationsform
Insbesondere bei flektierenden Sprachen bezeichnet man die Formenbildung von Verben als Konjugation. Konjugationsformen sind also Verbformen, besonders wenn sie als Abwandlung des gesamten Worts mithilfe weniger Endungen erfasst werden können. Manche Sprachen integrieren hingegen sehr viel Information in Verben, bis hin zu Bedeutungen, die in den meisten Sprachen durch abhängige Satzteile dargestellt werden. Dies führt dann zu langen Folge von vorgesehenen Positionen („Slots“) im Wortinneren des Verbs; in diesem Fall, dem sogenannten polysynthetischen Sprachbau, wird in der Regel nicht von „Konjugation“ gesprochen.
Für einen Überblick über häufige Konjugationsmerkmale von Verben siehe die folgende Tafel zu den Verbformen des Deutschen:

### Verbale Flexionskategorien und Finitheit
Bei den Verbformen unterscheiden viele, jedoch bei weitem nicht alle, Sprachen zwischen finiten Verbformen (manchmal als die eigentlich „konjugierten Verbformen“ in einem engeren Sinn bezeichnet; Verbum finitum oder auch kurz Finitum) und infiniten Verbformen (vor allem Infinitive, Partizipien und in manchen Sprachen Verbalnomen). Wenn diese Unterscheidung existiert, sind nur finite Verben fähig, als Zentrum eines vollständigen Satzes, vor allem eines selbständigen Hauptsatzes, zu fungieren. Insofern besteht ein Zusammenhang zwischen der Formenbildung der Verben und ihrer typischen Eigenschaft, als Zentrum des Satzes zu dienen. Infinite Verben zeigen dann die verbtypischen Eigenschaften in geringerem Ausmaß (sie können aber meist immer noch mit den verbtypischen Kategorien der Diathese, also insbesondere Aktiv/Passiv, sowie je nach Einzelsprache auch mit der Kategorie Aspekt versehen sein).
Flexionsmerkmale, die mit der Eigenschaft der Finitheit in Verbindung stehen, können insbesondere die folgenden sein (wobei die Markierungen am Verb nicht immer trennbar sind, sondern auch Kombinationen ausdrücken können):
- Kongruenz (Merkmalsübereinstimmung), vor allem im Merkmal Person.

Dies ist eine Kategorie, die als Flexion zwar in vielen Sprachen hauptsächlich beim Verb vorkommt, aber im Prinzip bei allen Fällen von Kopf-Argument-Beziehungen (grammatischen Ergänzungen) möglich ist, etwa auch zwischen Präpositionen und deren Ergänzungen. – Personalflexion kommt meistens in Verbindung mit dem Merkmal Numerus vor. Verben können auch Genus-Kongruenz aufweisen, beim finiten Verb findet sich dies zum Beispiel in den Vergangenheitsformen des russischen Verbs. (Häufig sind auch Systeme, in denen nur infinite Verbformen Genuskongruenz haben, etwa Französisch oder Hindi).
- Tempus, deutsch Zeit oder Zeitstufe

Das Tempus bezeichnet, vom Zeitpunkt des Sprechaktes aus betrachtet, die zeitliche Lokalisierung des vom Satz ausgesagten Sachverhaltes: Präsens, Präteritum, Futur. Während dieser Typ, auch „absolutes Tempus“ genannt, in vielen Sprachen mit finiten Verbformen verknüpft ist, gibt es darüber hinaus sogenannte relative Tempora: Dies sind Formen, die relative Vorzeitigkeit, Gleichzeitigkeit oder Nachzeitigkeit zu einem anderen Ereignis ausdrücken. Relativtempora sind häufig auch in infiniten Formen verfügbar (etwa im Deutschen: „Ich glaubte, genug geredet zu haben.“)
- Modus (deutsch auch Aussageform, Aussageweise).

Er bringt die Einbettung einer Aussage in eine logische Modalität oder die persönliche Einstellung des Sprechers zur Realität oder Realisierung eines Ereignisses zum Ausdruck. Zum Modus können vielfältige Unterkategorien existieren, etwa die Kategorien der Realität (Realis), der Möglichkeit (Potentialis), der Notwendigkeit oder des Sollens (Nezessitativ, Debitiv), des Wunsches (Optativ), der Aufforderung oder des Befehls (Kohortativ, Imperativ, Jussiv), des Zweifelns (Dubitativ), der Bedingung (Konditionalis), der Irrealität (Irrealis), der Distanzierung (zum Beispiel Modus relativus) und einige andere. Der Modus kann auch grammatisch erforderlich sein, zum Beispiel der Konjunktiv im Lateinischen, der einfach von bestimmten Konjunktionen regiert wird.
- Satzart (bzw. weitere Satzarten außer Imperativ)

kann ebenfalls am Verb markiert werden. Zum Beispiel wird im Koreanischen durch die Affixe -ta und -ni der Unterschied zwischen Aussage- und Fragesatz angezeigt: nwuka oassta „Jemand kam.“ – nwuka oassni „Kam jemand?“ oder „Wer kam?“. – Im Irischen gibt es spezielle Verbformen für den Relativsatz (siehe Relativsatz #Kennzeichnung durch spezielle Verbformen).
Die Verbindung zwischen diesen Kategorien und dem Verb ist aber nicht zwingend. So können beispielsweise Tempusmarkierungen auch durch unabhängige Partikeln ausgedrückt werden statt in Verbformen, und in seltenen Fällen gibt es auch Tempusmarkierungen an Subjekt-Pronomen und ähnliche Fälle; siehe unter Tempus #Tempustragende Wortarten. Die Satzart „Frage“ oder z. B. „Relativsatz“ wird im Deutschen überwiegend durch die Voranstellung eines speziellen Fragepronomens / Relativpronomens markiert, nicht durch die Verbform.

## Verben und abhängige Satzteile
Das Zusammenspiel von Verben mit syntaktischen Ergänzungen betrifft überwiegend nur die Klasse der Vollverben, im Gegensatz zu Hilfsverben etc. Im Folgenden wird zur Vereinfachung die Vorstellung eines einfachen Satzes zugrunde gelegt, der als Prädikat nur ein Vollverb enthält.

### Verbklassen nach Zahl der Ergänzungen
Verben werden nach der Anzahl der geforderten Ergänzungen vor allem in folgende Klassen eingeteilt:
- einstellige (monovalente, einwertige) Verben

(sie) atmet, (etwas) findet statt
- zweistellige (bivalente, zweiwertige) Verben

(man) versteht (es), (er) schlägt (ihn)
- dreistellige (trivalente, dreiwertige) Verben

(jemand) entreißt (es ihm), (niemand) gönnt (es ihm).
Ob auch vierstellige Verben existieren, ist zweifelhaft. – Reflexive Verben haben in mancher Hinsicht einen Zwischenstatus zwischen ein- und zweistelligen Verben.
Eine feinere Unterscheidung innerhalb der einstelligen Verben ist die zwischen unakkusativischen (oder „ergativen“) Verben und den normalen intransitiven Verben. Diese Unterscheidung besagt, dass bei den normalen einstelligen Verben die einzige Ergänzung die vollständigen Subjekteigenschaften besitzt, bei den unakkusativischen Verben hingegen hat die einzige Ergänzung gewisse Eigenschaften mit grammatischen Objekten gemeinsam.
In manchen Darstellungen werden zusätzlich auch nullstellige oder avalente Verben genannt. Damit sind Fälle gemeint, wo im Deutschen als einzige Ergänzung ein Pronomen „es“ als Subjekt auftaucht, das als inhaltsleer eingestuft wird, vor allem bei Witterungsverben wie „es regnet“. Dieses „es“ ist ein besonderer Untertyp der Expletivpronomen (siehe dort für genauere Diskussion). Die Auffassung von Wetterverben als nullwertig wird aber in der Literatur nicht einhellig geteilt. Da das „es“ sich in vielen Eigenschaften wie ein Satzglied verhält (z. B. ist es frei umstellbar) und da sein Erscheinen im Satz vom Verb gefordert wird, wird es auch (zumindest rein syntaktisch gesehen) als Ergänzung eingestuft. Dann würde der Typ „regnen“ also unter einwertige Verben fallen.
Andere übliche Einteilungen ziehen andere Grenzen zwischen den Verben. Die Begriffe transitives Verb und intransitives Verb decken sich nicht genau mit Zwei- bzw. Einstelligkeit, alleine schon, weil transitiv in verschiedenen Definitionen verwendet wird. Manche Versionen des Begriffs Transitivität schließen zweistellige Verben mit bestimmten Typen von grammatischen Objekten aus, vor allem Objekte, die keine Akkusativobjekte sind, aber manchmal werden auch noch bestimmte Untertypen von Akkusativobjekten ausgeschlossen. Daher kann ein Verb, das neben dem Subjekt noch ein Dativobjekt hat, in manchen Terminologien „intransitiv“ genannt werden, genauso wie ein einstelliges Verb. Stelligkeit ist insofern ein eindeutigerer Begriff.
Verben ohne bzw. ohne inhaltlich gefülltes Subjekt heißen in der lateinischen Tradition Impersonalia (unpersönliche Verben). Dieser Begriff besagt aber nichts über die Stelligkeit, denn er lässt offen, ob zusätzlich ein Objekt vorhanden ist oder nicht.

### Verbvalenz
Neben der Festlegung, wie viele Ergänzungen gefordert werden, macht das Verb als Prädikat des Satzes auch Vorgaben über die Art und Form abhängiger Satzteile: Es verlangt z. B. Objekte mit einer bestimmten Kasusform, aber auch gewisse Adverbiale oder Prädikativa können verlangt sein. Die Eigenschaften, die die vom Verb ausgehenden „Forderungen“ betreffen, bezeichnet man summarisch als Valenz des Verbs. Das Verb enthält demnach aufgrund der Ergänzungen, die es fordert, einen „Satzbauplan“. Die Eigenschaften des Verbs bestimmen so Eigenschaften des Satzes wie das Vorkommen von direkten oder indirekten Objekten, Pseudo-Subjekten wie das „es“ bei Wetterverben etc. Die nicht verlangten, aber möglichen Zusätze (Angaben bzw. Modifikatoren) müssten dazu von den Ergänzungen abgegrenzt werden.
Diese Eigenschaften von Verben werden auch in Valenzwörterbüchern gesammelt, die dann zu jedem Verb viele verschiedene Varianten von Satzbauplänen aufführen. Beispielsweise gibt das elektronische Wörterbuch zur Verbvalenz des IDS für das Verb „schlagen“ (neben drei Lesarten als Veränderungsverb) neunzehn Lesarten als Einwirkungsverb an, denen jeweils ein oder mehrere Baupläne entsprechen:
- 1. Subjekt befördert Objekt mit einem Schlag irgendwohin

<Subjekt, Akkusativobjekt, Adverbial>
Beispiel: „Er schlug den Nagel in die Wand.“
- 2. das Objekt hart berühren in der Absicht weh zu tun

<Subj., Akk-Obj, (optional Adverbial)>
„Er hat das Kind manchmal (mit einem Gürtel) geschlagen.“
- … 19. durch Schläge Zeit anzeigen

<Subj., (optional Adverbial)>
„Die Uhr schlägt (vier).“
Was den Satzbauplan formt, ist zwar in erster Linie aus der Verbbedeutung zu erklären (wie es im Modell der Semantischen Rollen versucht wird), aber hinzu kommen rein formale Anforderungen hinsichtlich Kasus, und außerdem können in einem konkreten Satz zusätzlich Prozesse hineinspielen, die die Valenz des Verbs umordnen, die sogenannten Diathesen, zum Beispiel das Passiv. Daher sind in den Anforderungen, die vom Verb ausgehen, verschiedene Ebenen unterscheidbar. Die komplexe Schichtung ist ein Grund dafür, dass aus Sicht der Grammatiktheorie die Erklärungskraft des Begriffs Valenz auch angezweifelt wird.

### Kasus-Rektion und Rektionsrichtung
Bei der Kombination mit Ergänzungen können Verben eine Rektionsrichtung vorgeben, Verb-Objekt- oder Objekt-Verb-Richtung, sodass sich also unterschiedliche Satzbau-Typen hinsichtlich der Reihenfolgen ergeben. Die Richtung, in der Ergänzungen gesucht werden, hängt offenkundig von der Wortart ab, im Deutschen beispielsweise regieren Verben, Adjektive und die Postpositionen „nach links“ (sie folgen ihren Ergänzungen), hingegen Substantive und die Präpositionen regieren nach rechts (sie stehen vor ihren Ergänzungen). Im Englischen dagegen regieren alle Wortarten nach rechts. Die Rektionsrichtung des deutschen Verbs sieht man am deutlichsten im Infinitiv:
- „… anstatt seinem Freund das Geld zurückzugeben.“
- „Seinem Freund das Geld zurückgegeben hat er noch nicht.“
- „Er hat seinem Freund das Geld nie zurückgegeben.“

Anders nur:
- „Er gab seinem Freund das Geld nie zurück__“.

Das finite Verb kann aus unabhängigen Gründen im Satz vorangestellt werden (letztes Beispiel oben) und somit von seinen Ergänzungen weggezogen werden (V2-Satzform). Nur durch diesen unabhängig motivierten Prozess, und wenn kein Hilfsverb im Satz vorhanden ist, gelangt das kasusregierende Verb (im Beispiel: „gab“) vor sein Objekt; Deutsch ist jedoch zugrundeliegend eine OV-Sprache, da diese Reihenfolge sich in allen anderen Satzformen zeigt (die ersten drei Beispiele oben).
Obwohl Kasuszuweisung an Ergänzungen als eine Eigenschaft der regierenden Verben gesehen werden kann, gilt dies nicht für den Nominativ im Deutschen. Er hängt von der finiten Form des Verbs ab. Beim Erscheinen eines Nominativsubjekts wirken also inhaltliche Bedingungen, die vom Verb ausgehen (Valenz / semantische Rolle), mit formalen Bedingungen, die vom grammatischen Merkmal Finitheit ausgehen, zusammen.

## Das Verb als Zentrum des Satzes

### Die Beziehung zwischen Verb und Satz

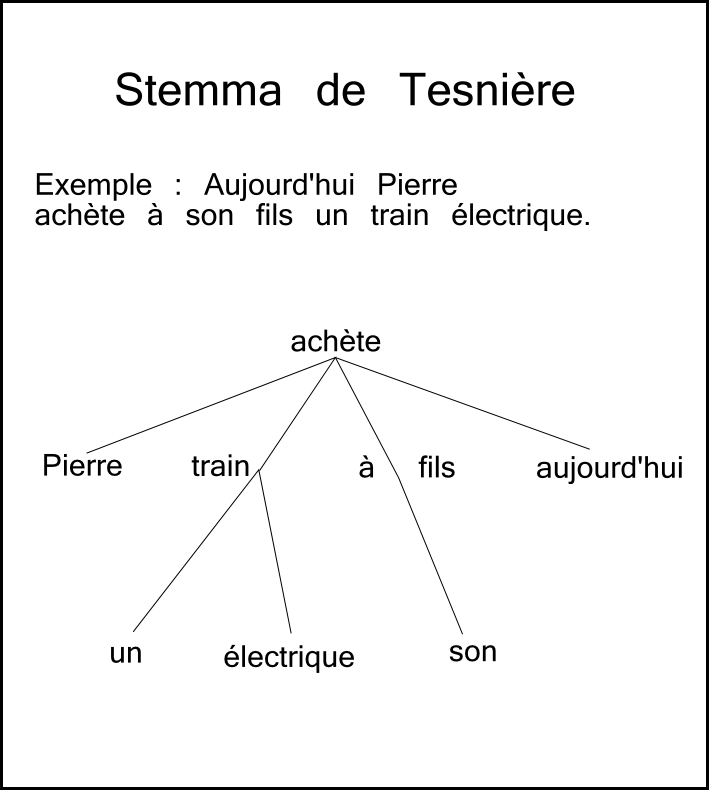
Diagramm mit den Dependenzen in einem Satz in der klassischen Version nach Lucien Tesnière (der Beispielsatz bedeutet: „Pierre kauft (achète) heute seinem Sohn eine elektrische Eisenbahn“).

Indem das Verb mit seinen geforderten Ergänzungen vervollständigt wird, wächst schrittweise der Gesamtsatz heran. Grammatikmodelle unterscheiden sich aber darin, wie das Verhältnis des „vervollständigten Verbs“ zur Kategorie des Satzes gesehen wird.
In der Tradition der Dependenzgrammatik erscheint der Satz als eine grammatische Einheit, die direkt aus der Valenz des Verbs hervorgeht. Im links abgebildeten Diagramm bedeuten die Verbindungslinien, von unten nach oben gelesen, grammatische Abhängigkeit (z. B. das Subjekt Pierre hängt vom Verb achète (kauft) ab). Die Satzstruktur wird dargestellt als die Ordnung der Abhängigkeiten zwischen den einzelnen Wörtern. Das Verb ist hier das, wovon alles andere im Satz abhängt, es bildet hier also die Wurzel des Satzes.

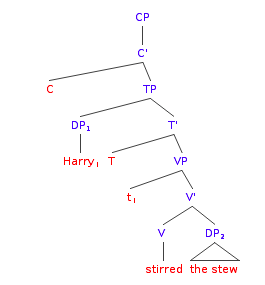
Englische Satzstruktur mit CP-TP-VP-Schichtung

In einer Konstituentengrammatik wird die Satzstruktur dargestellt als die Erzeugung zusammenhängender Gebilde (Konstituenten), in die schrittweise die Ergänzungen zum Verb integriert werden. Aus dem Verb und seinen Ergänzungen entsteht so eine Verbalphrase (VP), d. h. das Kategoriemerkmal „verbal“ (V) des Verbs dehnt sich auf die entstehende Konstituente aus; der maximale Bereich dieser Ausdehnung heißt dann Phrase. Das rechts stehende Diagramm zeigt eine Analyse des englischen Satzes in der Generativen Grammatik; hier bedeuten die Verbindungslinien das Enthaltensein in der darüber stehenden Konstituente (weitere Erläuterungen im nächsten Abschnitt).
Im Diagramm ist zu sehen, dass der Bereich, der vom Verb direkt abhängt, die Verbalphrase VP, nur einen Innenbereich des Satzes darstellt. Dies kommt daher, dass in diesem Modell in den Vordergrund gestellt wird, dass sich bei der Definition des Satzes verschiedene Ebenen trennen lassen. Hierbei ergibt sich auch eine enge Verbindung mit den Flexionskategorien des Verbs:
- Prädikation: Die Kombination des Verbs mit Ergänzungen (Argumenten) stellt nur die tiefste Ebene dar, die bereits als Satz bezeichnet werden kann. Meistens wird die VP als der Bereich definiert, in dem das Verb mit allen seinen geforderten Ergänzungen verbunden wird.
- Verankerung: Die Aussage des Satzes wird in der Zeit (bezüglich der Sprechzeit) und in der Modalität (bezüglich Wirklichkeit-Nichtwirklichkeit) verankert; Tempus- und Modusformen zeigen diesbezügliche Interpretationen an. Dies ist die Kategorie der finiten Merkmale, die Kongruenzmorphologie (Personalform) des Verbs steht also ebenfalls in diesem Zusammenhang (obwohl sie zunächst die Merkmale einer Ergänzung des Verbs betrifft).
- Satzart der Hauptsätze vor allem Aussage-, Befehls- oder Fragesatz, ebenso die Typen von Nebensätzen wie z. B. Relativsatz, indirekter Fragesatz etc. Diese Kategorie wird durch Elemente namens Complementizer bezeichnet, abgekürzt „C“.

Das Modell der generativen Grammatik zeigt die eben genannten Ebenen als syntaktische Elemente; gegebenenfalls repräsentieren sie nur die jeweiligen Merkmale, auch ohne durch Wörter gefüllt zu werden. Die Finitheit wird in der nebenstehenden Darstellung des Englischen unter „T“ (für „Tempus“; anderswo auch als „INFL“) als syntaktisch eigenständig angesetzt, die Merkmale der Satzart unter „C“. Sie bilden dann ebenfalls Phrasen. (Die Existenz eines solchen „T“ im deutschen Satz wird heute mehrheitlich bezweifelt, wogegen sie für das Englische auch empirisch naheliegend ist. Vgl. die Darstellung unter Feldermodell des deutschen Satzes #Deutung der Feldereinteilung in der Syntaxtheorie).
Zusammengefasst wird in solchen Theorien nicht das Verb als alleiniges Zentrum des Satzes aufgefasst, sondern grammatische Merkmale, die eigenständig der Satzebene angehören – aber in den Verbformen widergespiegelt sein können. Selbständige Wörter, die als „C“ die Satzart markieren, sind nebensatzeinleitende Konjunktionen wie „dass / ob“; diese hängen also nicht vom Verb ab, sondern das Verb ist umgekehrt diesen untergeordnet. Es gibt auch in der Dependenzgrammatik Modelle, die dies so handhaben und nicht das Verb als Wurzel der gesamten Satzstruktur ansetzen, sondern diesem übergeordnet eine abstrakte Einheit, die die Satzart repräsentiert.

### Konstruktionen aus mehreren Verben
Sätze, die z. B. Hilfsverbkonstruktionen enthalten, schaffen Probleme für einfache Vorstellungen von „dem Verb“ als Zentrum des Satzes, zum Beispiel:
- „Harry hat soeben das Gulasch umgerührt.“

Das Subjekt „Harry“ ist inhaltlich gesehen eine Ergänzung zum Verb „umrühren“ (mit der semantischen Rolle „Agens“). Formal-grammatisch gesehen hängt sein Erscheinen aber von dem Merkmal der Finitheit ab, die in diesem Fall nun an einem anderen Wort zu finden ist, am Hilfsverb „hat“.
In der Dependenzgrammatik wird dies als eine Schwierigkeit diskutiert: Es wird teils versucht, eine Entscheidung zu treffen, ob die inhaltliche Abhängigkeit des Subjekts von der Valenz des Vollverbs oder seine formalgrammatische Abhängigkeit von der Finitheit – hier des Hilfsverbs – in der Dependenzstruktur zugrunde gelegt werden soll. In der generativen Grammatik des Englischen wird das Problem gelöst, indem man Transformationen benutzt, also das Subjekt von einer Position in eine andere verschiebt. Im obigen Diagramm zu „Harry stirred the stew“ ist das Subjekt zwei Positionen simultan zugeordnet, denn das Element „t“ vertritt den Ausdruck „Harry“ an der unteren Position, aus der er wegbewegt wurde: Innerhalb der VP wird so die Valenz des Verbs erfüllt und im zweiten Schritt die Rektion des Nominativkasus in der „TP“, wo das finite Merkmal sitzt (ein finites Hilfsverb stünde dann in der Position T).
Im Deutschen sind die Verhältnisse nochmals anders zu analysieren: Es gibt, anders als im Englischen, ein zusammengesetztes Prädikat, also eine Konstituente aus beiden Verben: „hat umgerührt“. Dieser Satzteil erbt jeweils die Valenz und Finitheit von seinen beiden Bestandteilen, danach werden alle diese Merkmale simultan mit dem Subjekt abgeglichen. In diesem Fall ist kein einzelnes Verb, sondern das zusammengesetzte Prädikat das Zentrum des Satzes.

## Verbbedeutung

### Verben und Ereignisse
Ein Ansatz, der sich in der Sprachwissenschaft (insbesondere der formalen Semantik) in den letzten Jahrzehnten durchgesetzt hat, betrachtet die Grundlagen der Verbbedeutung als parallel zur Bedeutung von Substantiven – insofern, als beide gewisse Sorten von „Gegenständen“ bezeichnen, die allerdings unterschiedlicher Natur sind. Nach diesem Modell bezeichnen die meisten Verben Eigenschaften von Ereignissen, und Ereignisse werden als eine Sorte von Gegenständen in einem weiten Sinn angesehen: Sie unterscheiden sich zwar von konkreten Dingen in ihrem Verhältnis zum Verlauf der Zeit, aber gleichen Dingen andererseits darin, dass man auf sie referieren kann – hierbei sogar konkret auf sie zeigen kann –, dass man sie zählen kann und Ähnliches. Für den Satz „Ein Hund bellt“ erhält man dann eine logische Struktur wie folgt:
- ∃e ∃x (Hund(x) & bellt(e) & Agens(e)=x)

= „Es gibt ein Ereignis e; e ist vom Typ bellen
und es gibt ein Individuum x; x ist vom Typ Hund
und x ist das Agens von e“ (d. h., x ist „der Beller“).
In diesem Modell können auch weitere Aussagen getroffen werden, die Parallelen zum Reden über Dinge ergeben, z. B. „Ereignis e besteht aus den Teilen e1 und e2“ (die Teilereignisse eines größeren Ereignisses werden dabei oft als zeitlich hintereinander geordnet gedacht). Mathematisch wohlverstandene Relationen wie die Teil-Ganzes-Beziehung ermöglichen formale Bedeutungstheorien, die als algebraische Semantik bezeichnet worden sind. Diese spielt vor allem als theoretisches Fundament für eine Behandlung der Aktionsart (siehe unten) eine Rolle.
Daneben werden für andere Verben auch Zustände als weitere Sorte von Gegenständen angenommen, auf die man sich in derselben Weise bezieht. Die Bezeichnung „Ereignis“ wird in einem engen Sinn so verwendet, dass sie einen Kontrast zum Begriff des Zustands bildet, in anderen Verwendungen (so wie im Wort „Ereignissemantik“) aber als eine Kategorie, die Zustände einschließt – wenn dieser weite Sinn gemeint ist, ist manchmal auch genauer von „Eventualtiäten“ die Rede (also „ereignis-artigen“ Gegenständen). Für Verben, deren Verhalten von der typischen Ereignis- oder Zustandsbedeutung abweicht, gibt es auch verschiedene Vorschläge, noch weitere Sorten vergleichbarer Art einzuführen, aber auch Vorschläge, bestimmte Verbtypen so zu analysieren, dass sie keinerlei ereignis-artiges Argument haben.
Die Bedeutung der Tempus-Formen ist aus dieser Sicht von der Bedeutung des eigentlichen Verbs deutlich zu trennen. Ereignisse können in der Zeit lokalisiert werden, da ihnen ein Zeitintervall zugeordnet wird: „Die Laufzeit des Ereignisses e ist das Zeitintervall t“; die Lage dieses Intervalls t wird dann mithilfe des Tempus näher bestimmt. Die Verbbedeutung beschreibt hingegen nur, was für ein Typ von Ereignis „e“ ist. Die Bedeutungen von Verb und Tempus sind also nur indirekt verbunden, indem beide jeweils für sich Aussagen machen, die sich auf ein Ereignis „e“ beziehen.

### Aktionsart
Unter Aktionsart versteht man eine Einteilung von Verbbedeutungen im Hinblick auf Eigenschaften des zeitlichen Verlaufs. Klassischerweise werden vier grundlegende Typen unterschieden:
- Zustände (z. B. „die Mütze liegt im Schrank“)
- Aktivitäten/Prozesse (z. B.„joggen“)
- punktuelle Veränderungen (englisch: achievements) (z. B. „das Ziel erreichen“)
- ausgedehnte Veränderungen (englisch: accomplishments) (z. B. „die Flasche öffnen“)

Zustände und Aktivitäten werden dann auch als atelische Verben zusammengefasst, die achievements und accomplishments als telische oder terminative Verben. Feinere Beschreibungen erkennen zusätzlich Semelfaktive, d. h. punktuelle Versionen von Aktivitäten an, z. B. „klatschen“ im Sinne von „einmal in die Hände klatschen“; diese sind dann telisch, da begrenzt, aber nicht terminativ, da ohne Veränderung.
Im Deutschen werden Zustände oft durch Prädikationen mit einem Adjektiv ausgedrückt, aber andere Sprachen besitzen teils viel mehr Zustandsverben (z. B. lateinisch aegrotare und koreanisch aphuta „krank sein“; koreanisch ssata „billig sein“ etc.). Positionsverben wie „liegen, sitzen“ haben bei belebten Subjekten wahrscheinlich Varianten, die Aktivitäten sind („Er sitzt unruhig auf dem Stuhl“). Die Bezeichnung Aktivitäten bei dem zweiten obigen Aktionsarttyp ist oft in einer weiten Bedeutung gemeint (so vor allem auch die engl. Bezeichnung „activity“), die Tätigkeitsverben (mit einem intentionalen, agentiven Teilnehmer) und Prozess-/Vorgangsverben (mit einem unbelebten Subjekt) umfasst.
Die hier als „Veränderungen“ bezeichneten Typen besitzen einen besonderen Kulminationspunkt, der ihr Ende markiert. Daraus folgt, dass ausgedehnte Veränderungen (accomplishments) aus Teilen bestehen, die nicht gleichartig sind; zum Beispiel besteht das Ereignis „die Flasche öffnen“ aus einer Phase, in der jemand mit einem Werkzeug hantiert und einem späteren Kulminationspunkt, ab dem die Flasche offen ist. Im Gegensatz dazu lassen sich Aktivitäten in Teile zerlegen, die untereinander gleichartig sind (dies ist die klassische Definition der Durativität). Zum Beispiel lässt sich die Aktivität „joggen“ in die einzelnen Schritte zerlegen oder „sägen“ in die einzelnen Hin- und Herbewegungen der Säge. Während Aktivitäten typischerweise solche zyklischen Wiederholungen von elementaren Einzelereignissen beinhalten (von der Art der oben genannten Semelfaktive), ist dies bei Zuständen nicht der Fall: Sie sind vollständig homogen und sogar auf Zeitpunkte beziehbar. Es ergibt sich, dass Ereignisse im engeren Sinn eine bestimmte Dauer beanspruchen (seien sie auch punktuell); Zustände gelten faktisch für ein Zeitintervall, „beanspruchen“ aber keine bestimmte Dauer.
Die dargestellten Teil-Ganzes-Strukturen weisen Analogien zur Beschreibung von Dingen auf: Es gibt abgegrenzte Dinge (analog zu kulminierenden Ereignissen, die eine feste zeitliche Ausdehnung haben) und Massenausdrücke, deren bezeichnete Gegenstände nicht zählbar sind, aber durch Maßangaben „portioniert“ werden können (vgl.: „eine Stunde lang Klavier spielen“, analog: „1 kg Hackfleisch“). Unter den Massen gibt es wiederum „körnige“ Substanzen (etwa „Reis“) und Substanzen ohne erkennbare Körnung (etwa „Luft“). Letztere sind also vollständig homogen, so wie es im Bereich der zeitlichen Teilung die Zustände sind.
Neben den vier grundlegenden Aktionsart-Klassen werden weitere Aktionsarten beschrieben, die von elementaren Ereignissen abgeleitet sind, und etwa bestimmte Phasen von Ereignissen oder Wiederholungen bezeichnen, z. B. die Anfangsphase zu einem ausgedehnten Ereignis (ingressive Aktionsart) oder die zyklische Wiederholung eines einfachen Ereignisses (iterative Aktionsart). Solche spezielleren Aktionsarten werden im Deutschen oft durch zusätzliche Ausdrucksmittel bezeichnet wie Verbalpräfixe oder zusätzliche Verben (iterative Interpretation ist allerdings meist unmarkiert). Siehe hierzu den Hauptartikel.

### Modelle der Verbbedeutung

#### Vergabe von semantischen Rollen
Eine Semantische Rolle ist definiert worden als diejenigen Informationen über die Beteiligung eines bestimmten Teilnehmers im Ereignis, die man aus der Verbbedeutung folgern kann (wobei dieser Teilnehmer in der Regel als Subjekt oder Objekt im Satz dargestellt ist).
Wenn beispielsweise ein Hund den Mond anbellt, besagt die Verbbedeutung unter anderem, dass der Hund Energie aufwendet, um Laute auszustoßen; der Hund ist damit ursächlich für ein Lärmereignis und seine Rolle wird als „Agens“ bezeichnet. Über die Beteiligung des Mondes folgt eher nur seine Existenz und Sichtbarkeit, aber kein weiteres Geschehen. Wenn hingegen ein Jäger einen Zweig abbricht, folgt wiederum Verursachung und Krafteinsatz durch das Subjekt, den Jäger, aber hier auch eine charakteristische Veränderung im Objekt: Der Zweig verliert seine vorherige Form oder seinen Zusammenhalt.
In umgekehrter Blickrichtung ergibt sich, dass die Teilnehmerrollen jeweils einen Ausschnitt der Verbbedeutung widerspiegeln, die in diesem Fall als eine Menge von Folgerungen (über Teilnehmer) erscheint. Unterschiedliche Informationen aus der Verbbedeutung verteilen sich also jeweils auf die semantischen Rollen. Daher können Klassen von Verben angegeben werden, die sich in der Existenz einer prominenten Teilnehmerrolle spiegeln. Beispiele:
- Handlungsverben: Verben mit einem aktiven Teilnehmer, der Absichten hat und verwirklicht (dieser wird als Subjekt des Verbs realisiert). Beispiel: „jemanden ermorden“.
- Psychologische Verben: Verben mit einem Teilnehmer, der eine bewusste Wahrnehmung hat (englisch Experiencer) (als Subjekt oder Objekt des Verbs). Beispiele: „Ich fürchte mich“, „Etwas ärgert mich“.
- Bewegungsverben werden Verben genannt, die für einen Teilnehmer eine Ortsveränderung aussagen, sofern dies der einzige aktive Teilnehmer des Ereignisses ist (die Verursachung einer Bewegung in einem anderen Gegenstand wie „den Ball übers Tor schießen“ fällt nicht unter Bewegungsverben, sondern nur der Typ „der Ball flog übers Tor“).

Allerdings sind auch Effekte zu sehen, dass die Semantischen Rollen nicht isoliert voneinander existieren, sondern oftmals aufeinander bezogen sind. Wenn etwa bei einem „Psychologischen Verb“ ein Teilnehmer eine Wahrnehmung hat, wird ein anderer Teilnehmer die komplementäre Rolle des wahrnehmbaren Stimulus haben (z. B. als das was „mich ärgert“). Insofern gehört dann die gesamte Verbbedeutung einem einheitlichen Bereich der Wahrnehmung an.
Ein besonderes Forschungsgebiet ist Variation bei der Vergabe von Argumentrollen an syntaktische Positionen, die sogenannten Argumentalternationen (siehe auch unter Valenzalternation). Damit ist gemeint, dass in grober Einteilung „dasselbe“ Verb mit mehreren Anordnungen von Argumenten / Argumentrollen vorkommen kann, wobei es meist so ist, dass sich dabei die Verbbedeutung in feinen Einzelheiten ändert. In anderen Fällen gibt es auch sehr klare Bedeutungsunterschiede bei immer noch deutlicher Bedeutungsverwandtschaft – also Polysemie. Beispiele für solche Alternationen sind:
- Antikausativ-Alternation: Verben, die Verursachung einer Veränderung oder die Veränderung für sich allein als Varianten haben. Hierbei ist die verursachende Variante transitiv, die andere intransitiv. Beispiel: „Das Kind zerbricht die Tasse – Die Tasse zerbricht.“
- Lokativ-Alternation: Verben, die entweder einen bewegten Gegenstand oder den jeweiligen Zielort als direktes Objekt haben können. Im Deutschen erscheinen bei dieser Alternation Verbpräfixe, im Englischen bleibt das Verb unverändert: „Sie laden die Kartons in den Wagen – Sie beladen den Wagen mit den Kartons.“
- Konativ-Alternation: Die Durchführung einer Aktion entspricht der Existenz eines direkten Objekts, der Versuch oder die unvollständige Durchführung entspricht der Existenz einer obliquen Ergänzung. Beispiel: „einen Text schreiben – an einem Text schreiben.“

#### Lexikalische Dekomposition
Die Zerlegung einer Wortbedeutung in Bedeutungselemente kann allgemein als „Dekomposition“ der Bedeutung bezeichnet werden; die Bezeichnung „Lexikalische Dekomposition“ wird aber in der Regel spezieller auf ein System der Verbsemantik bezogen, das in dem klassischen Werk von David Dowty (1979) entwickelt wurde. Es beinhaltet ein Gerüst aus elementaren Beziehungen, die die Verbbedeutung strukturieren, in dieses Gerüst werden dann elementare Prädikate eingesetzt, die die inhaltlichen Einzelheiten beitragen. Dowtys Ziel war es, die oben erläuterten Aktionsart-Klassen auf diese Weise herzuleiten. Die wichtigsten strukturellen Elemente sind:
- BECOME: Führt das „Werden“ eines Zustandes ein, d. h. den Übergang vom Nicht-Vorliegen zum Vorliegen eines bestimmten Zustands. Dieser Übergang wird als punktuell gesehen, m.a.W. es soll die minimale Situation bezeichnet werden, die den Übergang enthält.
- CAUSE: Eine Verursachungsbeziehung zwischen einer Aktivität und einem Zustandswechsel.

Die Kombination von BECOME mit einem Zustandsprädikat ergibt den Typ des Achievements, des einfachen punktuellen Zustandswechsels. Zum Beispiel kann „erreichen“ dargestellt werden, indem ein Zustandsprädikat der räumlichen Lokalisierung „x ist am Ort von y“ – kurz: „x BEI y“ –verwendet wird:
- „x erreicht das Ufer“ =

BECOME (x BEI Ufer)
Das Accomplishment (ausgedehnter, verursachter Zustandswechsel) entspricht einer Verursachungsbeziehung, die zu einem BECOME-Ereignis führt. Beispiel:
- „x stößt die Türe auf“ =

(x stößt) CAUSE  [BECOME (Türe offen)]
Den anderen beiden Typen von Aktionsarten, Zustände und Aktivitäten, entspricht somit kein strukturelles Element, sondern sie tauchen als elementare Prädikate auf, wie oben die Zustände „bei (etwas sein)“ und „offen (sein)“ oder die Aktivität „stoßen“. Sie können in einer transparenteren Darstellung für diese Eigenschaften annotiert werden. Bei Verben, die anders als das Beispiel „aufstoßen“ nicht komplex sind, z. B. „brechen“ ist oft nur ein Teil der Zerlegung inhaltlich spezifiziert, im Beispiel das Resultat, die verursachende Aktivität ist unbestimmt:
- „x (zer)bricht y“ =

(x ACT) CAUSE  [BECOME (y entzwei )]
Diese Struktur ermöglicht offenbar Varianten mit Weglassung des Verursachungsteils, also die Antikausativ-Alternation.
In jüngerer Literatur sind derartige Zerlegungen so interpretiert worden, dass CAUSE und BECOME für die fundamentalste Klassifikation von Verbbedeutungen sorgen und ein Gerüst angeben (oft als die „Ereignisstruktur“ bezeichnet), auf das auch die Grammatik Bezug nimmt, oder sie werden sogar direkt in Elemente einer abstrakten Syntax übersetzt. Die eingebetteten Zustands- und Aktivitätsprädikate (neuerdings engl. als „roots“ (Wurzeln) bezeichnet) würden im Gegensatz dazu Bedeutungseigenschaften angeben, die „idiosynkratisch“ sind, also nicht in grammatischen Regeln auftauchen und nur die Wirkung haben, die Wortbedeutungen einzelner Verben zu unterscheiden. Thesen dieser Art werden in der Fachliteratur gegenwärtig kontrovers diskutiert.

### Inhaltliche Klassifikation von Verben
Aus dem Modell der lexikalischen Dekomposition geht hervor, dass der inhaltliche Kern einer Verbbedeutung von strukturellen Aspekten der Verbbedeutung getrennt werden kann. Man kann Verbbedeutungen demnach auch in verschiedenen Hinsichten klassifizieren, nach strukturellen Klassen (dem Vorkommen von Verursachung und Veränderung) oder qualitativ-inhaltlichen Klassen (unterschiedlichen „Wurzeln“). Wie jedoch schon beim Thema Argumentalternationen angemerkt, muss man eigentlich nicht direkt „Verben“, sondern Interpretationen (Lesarten) von Verben klassifizieren.
Neben Verursachung/Veränderung ist auf die Existenz weiterer struktureller Bedeutungsaspekte hingewiesen worden: Beispielsweise haben die Verben „(jemandem etwas) geben/schulden/versprechen/vorenthalten“ gemeinsam, dass sie Bezug auf einen Situationstyp des Transfers nehmen können, aber diesen in unterschiedliche, auch nichtwirkliche, Szenarien einbetten: „schulden“ kann heißen „geben müssen“, „versprechen“ kann heißen „eine Verpflichtung eingehen, zu geben“ und „vorenthalten“ heißt „nicht geben (obwohl man könnte oder sollte)“. In einer inhaltlichen Klassifikation können diese Verben aber zusammengefasst werden als Verben, die das Konzept eines Transfers in ihrer Bedeutung aufrufen. Sie zeigen auch dieselbe grammatische Anordnung ihrer Ergänzungen mit Dativ- und Akkusativobjekt.
Um inhaltliche Verbklassen zu definieren, wird eine Methode benötigt, die zeigt, dass die Klassifikation sich objektiv aus dem Aufbau des Verb-Wortschatzes ergibt, nicht aus subjektiven und willkürlichen Ideen der Autoren von Klassifikationen. Die bevorzugte Methode ist hier, sich auf grammatische Klassen bei der Realisierung der Ergänzungen zu stützen. In grober Einteilung wären dies die Valenzklassen (dies zeigte sich bereits im obigen Beispiel, in dem „geben“ und „schulden“ die gleiche Sortierung von Nominativ-, Dativ-, Akkusativergänzungen haben). Eine feinere und sehr erfolgreiche Methode ist die, die Verben danach zu klassifizieren, welche Argumentalternationen sie erlauben bzw. nicht erlauben. Die klassische Arbeit hierzu ist Levin (1993). Eine Testbatterie von 44 Alternationstypen (mit Untertypen) wird benutzt, um die Verben zusammenzustellen, die das gleiche Muster von zulässigen/unzulässigen Alternationen aufweisen. Die resultierenden Gruppen können sehr oft dann durch eine inhaltliche Generalisierung beschrieben werden. Beispielsweise erlaubt das Verb „brechen“ eine Antikausativ-Alternation, „schneiden“ jedoch nicht; dafür gibt es mit „schneiden“ eine Konativkonstruktion („an etwas herumschneiden“) und eine Person/Körperteil-Alternation („jemanden in den Finger schneiden“), die mit „brechen“ nicht auftreten (?? „jemanden am Arm brechen“). Vergleicht man eine Zusammenstellung der Verben, die sich grammatisch genauso wie „brechen“ verhalten mit denen, die sich genauso wie „schneiden“ verhalten, kommt man auf die inhaltliche Gemeinsamkeit, dass die brech-Verben „Verben des Zustandswechsels mit äußerer Verursachung“ sind, im Gegensatz zu schneide-Verben als „Verben der Einwirkung mit charakteristischer Art und Weise“ (so beinhaltet „schneiden“ auch den Gebrauch eines Instruments). Levin (1993) filtert auf diese Weise 57 inhaltlich charakterisierbare Verbklassen im Englischen heraus, andere Forscher haben dies seither noch erweitert.
In der automatischen Sprachverarbeitung und Computerlinguistik besteht Interesse an einer Gesamtklassifikation von Verben, weil die Klassenzugehörigkeit eines bestimmten Verbs dann Information über seine Bedeutung oder das Interpretationsspektrum liefern kann, auch wenn im Textkorpus für diesen konkreten Fall keine ausreichenden Anhaltspunkte enthalten sind. Daher interessiert man sich auch für eine Taxonomie, die z. B. die recht spezifischen Verbklassen aus den Alternationsstudien nochmals in ein System von Oberbegriffen zusammenfasst. Die computerlinguistische Datenbank GermaNet gibt beispielsweise als Unterteilung auf oberster Ebene folgende inhaltliche Klassifikation des Verbwortschatzes an (jede Klasse ist jeweils in viele Unterklassen gegliedert):
- Verben des Besitzes (und Besitztransfers)
- Verben der Lokalisierung (darunter Bewegungsverben)
- Emotions- und Gefühlsverben
- Verben der sozialen Interaktion
- Verben der Körperfunktion
- Kognitive Verben (Verben der Repräsentation von Wissensinhalten)
- Mitteilungsverben (Verben der Kommunikation)
- Verben der Konkurrenz
- Verben des Kontaktes
- Naturphänomene (z. B. Witterungsverben)
- Verben der Erschaffung
- Verben der Veränderung / des Zustandswechsels
- Verben des Verbrauchens, Konsumierens
- Wahrnehmungsverben
- Zustandsverben